# Крау-Каньон

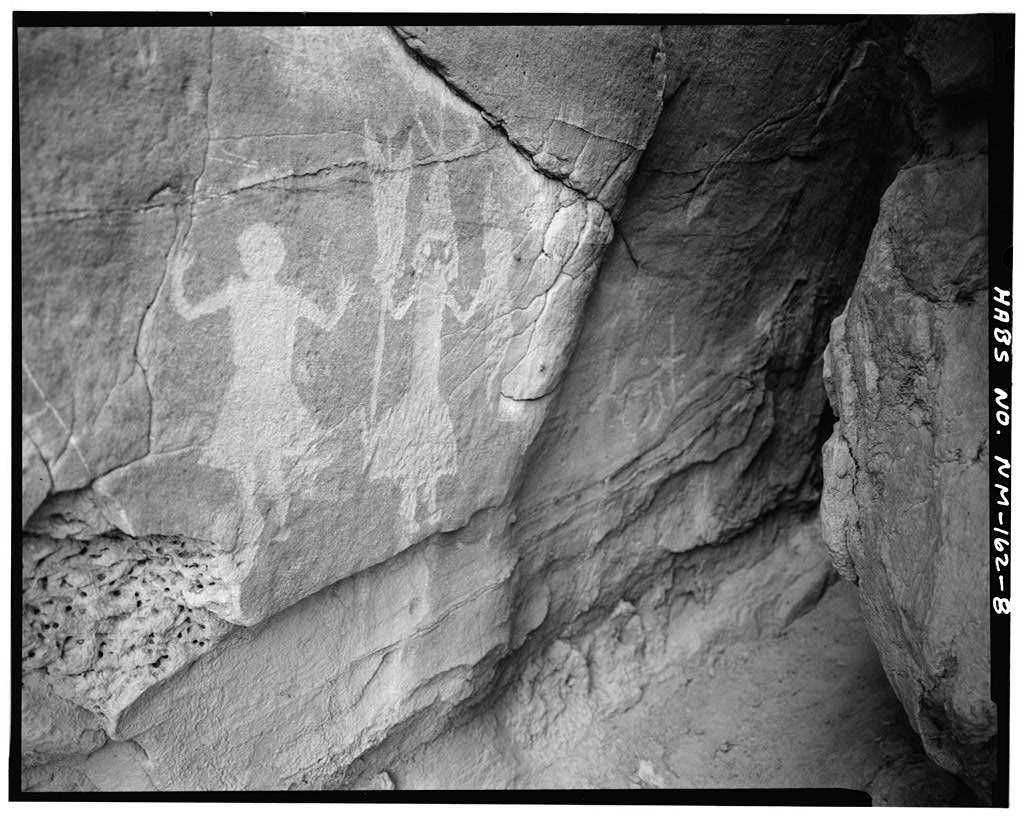
Рисунки в Крау-Каньоне, фото 1930-х годов

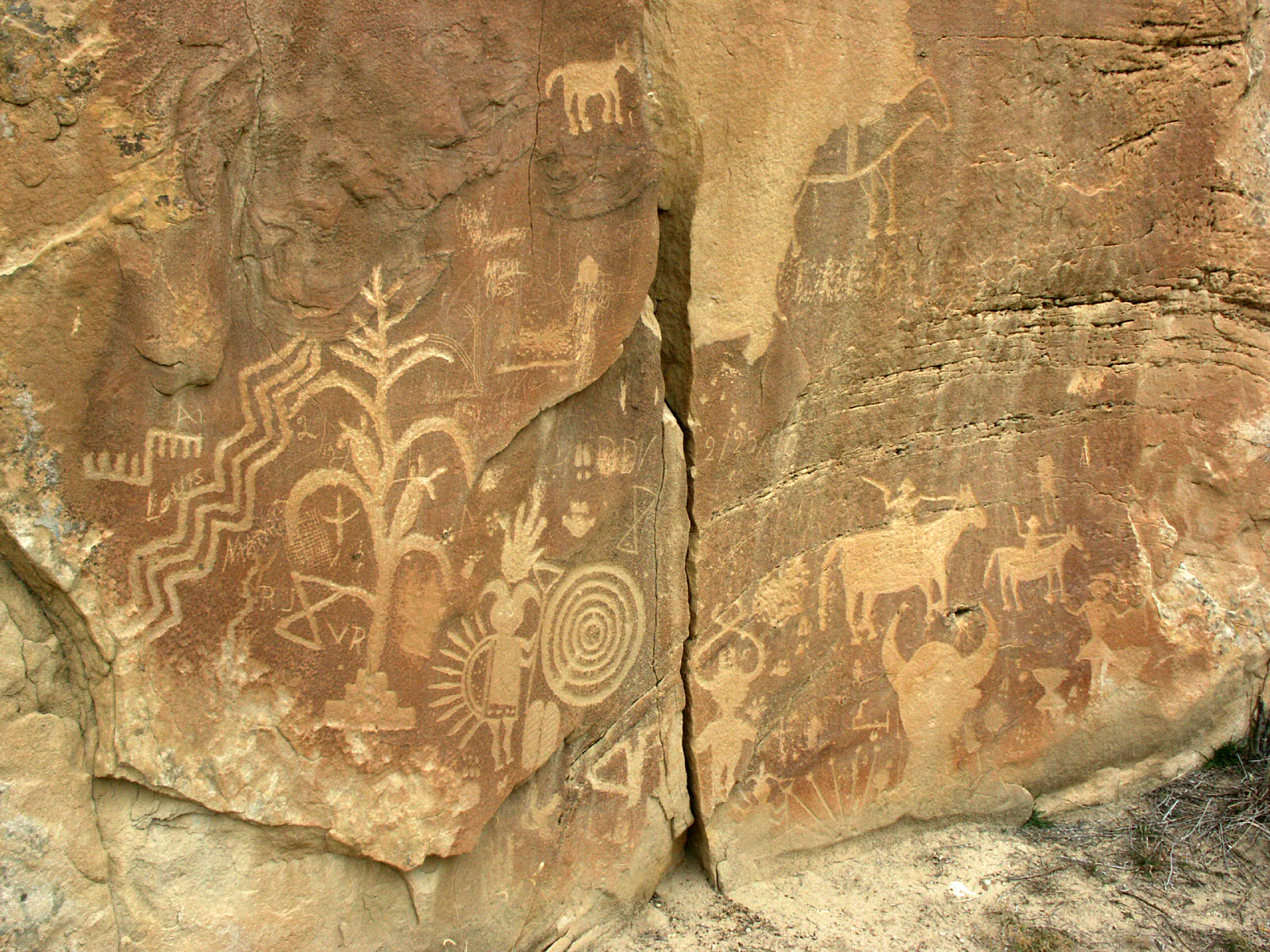
Наскальные изображения в Крау-Каньоне

Археологический округ Крау-Каньон, англ. Crow Canyon Archaeological District — исторический памятник в округе Рио-Арриба, штат Нью-Мексико, примерно в 50 км к юго-востоку от города Фармингтон. Находится на территории Динеты — традиционной области обитания племени навахо. Здесь обнаружены многочисленные жилые сооружения навахо, образцы наскального искусства XVI, XVII и XVIII веков, созданных как навахо, так и ранее обитавшими здесь пуэбло, а также крепости-«пуэблито», построенные навахо в XVIII веке для защиты от набегов племён юте. Памятник включён в Национальный реестр исторических мест США в 1974 году.